# 撕裂人
是一部於2006年上映的美國科幻肉體恐怖喜劇電影，由詹姆斯·岡恩執導與撰寫劇本，同時也是岡恩的電影導演處女作。 由保羅·布魯克斯與艾瑞克·紐曼監製。本電影的主題與概念和1986年B級片《正宗太空殭屍》相似。
《撕裂人》是一部票房炸彈，但得到了評論家的普遍的肯定與評論，從此成為一部「邪典電影」。
電影由奈森·菲利安、伊莉莎白·班克絲、葛雷格·亨利、麥可·魯克主演，並於2006年3月31日上映。

## 劇情
韋斯利鎮的商人格倫·葛蘭擁有年輕的美麗妻子史妲拉與一棟億萬豪宅及鉅額的銀行存款，在鎮上佔有舉足輕重的地位。某日他在樹林裡發現了一個的怪異的黏液生物，這時好奇的格倫被黏液生物滿是膿泡的觸手伸進體內，將異形寄生蟲附身於格倫身上…
一段時間之後，當地的許多寵物和農莊動物陸續失蹤，格倫家也不時傳出怪聲與屍臭味，更恐怖的是，鎮上開始繁殖出大量巨大類似水蛭的生物，所有被攻擊的居民都變成嗜血的殭屍...  

## 演員
- 奈森·菲利安 飾 比爾·巴迪（Bill Pardy）
- 伊莉莎白·班克絲 飾 史妲拉·葛蘭（Starla Grant）
- 葛雷格·亨利（英语：Gregg Henry） 飾 市長 麥奎迪（Mayor Jack MacReady）
- 麥可·魯克 飾 格倫·葛蘭（Grant Grant）
- 塔尼雅·索尼爾（英语：Tania Saulnier） 飾 凱莉·斯托曼尼爾（Kylie Strutemyer）
- 布蘭達·詹姆斯 飾 布蘭達·古提爾斯（Brenda Gutierrez）
- 唐·湯普森 飾 沃利·威爾（Wally Whale）
- 珍妮弗·科普 飾 瑪格麗特·胡珀（Margaret Hooper）
- 珍娜·費雪 飾 雪比·康寧漢（Shelby Cunningham）
- 海格·薩勒蘭（英语：Haig Sutherland） 飾 特雷弗·卡本特 （Trevor Carpenter）
- 麥托亞·費多爾（英语：Matreya Fedor） 飾 艾蜜莉·斯托曼尼爾（Emily Strutemyer）
- 艾本·里·巴特利特 飾 珍娜·斯托曼尼爾（Jenna Strutemyer）
- 艾瑞絲·奎恩 飾 斯托曼尼爾夫人（Mrs. Strutemyer）
- 威廉·麥克唐納 飾 斯托曼尼爾先生（Mr. Strutemyer）
- 法蘭克·威爾克 聲演 外星蛞蝓 （原始的聲音）

## 相關
- 《突變第三型》
- 《禁域魔怪（英语：The Deadly Spawn）》
- 《外星通緝者（英语：Critters (film)）》
- 《霍林斯沃斯訴佩里（英语：The Blob (1988 film)）》
- 《靈異出竅（英语：Society (film)）》

## 迴響

### 重要評價
《撕裂人》普遍受到好評，爛番茄的影評報導，評論家對此表示讚賞平均給予了86％的好評，共識指出：「一個黏呼呼的B級電影敬意，滲透著低估恐怖電影的感情，《撕裂人》是令人毛骨悚然的，非常有趣。」-- 如果你有胃口的話。這部電影在2006年4月14日的《娛樂周刊》中也被列為「必須列出」的第一名。

## 外部連結
- 互联网电影数据库（IMDb）上《Slither》的资料（英文）
- Box Office Mojo上《Slither》的資料（英文）
- 爛番茄上《Slither》的資料（英文）
- Metacritic上《Slither》的資料（英文）